# Bowie-Methode
Die Bowie-Methode ist ein Verfahren der Landesvermessung zur Berechnung eines sehr großen Vermessungsnetzes, dessen Bearbeitung in regionalen (knoten- und linienförmigen) Teilen erfolgt, die anschließend zum Ganzen zusammengefügt werden. Die Zielrichtung ist, auch Operate bearbeiten zu können, die die vorhandene Rechenkapazität wesentlich übersteigen.
Die Methode wurde 1924 vom amerikanischen Geodäten William Bowie für den U.S. Coast and Geodetic Survey (USCGS) entwickelt. Das Näherungsverfahren beruht auf einem Grundgedanken von Friedrich Robert Helmert, nach dem man mit nur wenig Genauigkeitsverlust einzelne Dreiecksketten einer großflächigen Triangulation durch einzelne Geodätische Linien ersetzen kann. Dieses Prinzip funktioniert sowohl bei Flächennetzen als auch bei gitterförmigen Rahmen- oder Knotennetzen und wurde zur großräumigen Landesvermessung Nordamerikas herangezogen. Dadurch konnte der gesamte Westen der USA (etwa 2000 × 2000 km) in einem Guss mit weniger als 100 Unbekannten berechnet werden, obwohl es im Original einige Zehntausend Unbekannte enthält und zur damaligen Zeit rechentechnisch unlösbar war.
Jede der Teillinien wird durch die geografische Längen- und Breiten-Differenz ihrer Endpunkte definiert, und die einzelnen Blöcke werden zuletzt durch eine Anfelderung (Hauptausgleichung nach vermittelnden Beobachtungen) zusammengefügt. Aus heutiger Sicht enthält das Verfahren zwar einige Schwachpunkte, aber auch grundlegende Gedanken, die durch einige Jahrzehnte in andere Methoden der astro-geodätischen Netzausgleichung Eingang gefunden haben.
Das Rechenoperat nach Bowie besteht aus einem System von sich schneidenden Meridianen und Parallelkreis-Ketten. Aus diesen Ketten wird an jeder Kreuzungsstelle ein „Knotennetz“ (junction figure) herausgelöst, das im Idealfall ein Viereck bildet, von dem strahlenartig 4 „Verbindungsketten“ (section of an arc) ausgehen. Jedes Knotennetz soll einen Laplacepunkt zur präzisen Orientierung und eine maßstabsgebende Basislinie enthalten, die von ihrer Meereshöhe auf ein mittleres Erdellipsoid reduziert worden ist. Jedes Knotennetz wird einer sofortigen und definitiven Ausgleichung unterzogen, d. h., es bleibt im später zusammengesetzten Gesamtnetz unverändert.
Nach Berechnung aller Knotennetze (im Falle der US-Westhälfte 26 Teilnetze in Abständen von etwa 500 km) werden die „Verbindungsketten“ (zu deutsch „Traverse“) vorläufig durchgerechnet und ihre Näherungskoordinaten bestimmt. Zuletzt wird das Gesamtsystem nach der Methode der kleinsten Quadrate ausgeglichen, d. h. möglichst widerspruchsfrei, gemacht. In den westlichen USA ergaben die 26 Knoten- und 42 Verbindungsnetze eine relative Genauigkeit zwischen 1:300.000 und 1:1,5 Millionen, d. h. durchschnittlich etwa Metergenauigkeit oder 1 mm pro Kilometer. Dies entsprach dem damaligen State of the Art, jedoch für ein mindestens zehnmal größeres Gebiet als bis dato rechentechnisch möglich war.
In großem Stil wurde die Bowie-Methode – in theoretisch etwas modifizierter Form – unter anderem für das  Zentraleuropäische Netz angewendet (deutsche Heeresvermessung um 1940 bzw. Bamberger Institut für Erdmessung 1945–1947). Hier hätte eine strenge Ausgleichung die gleichzeitige Lösung von 1300 Bedingungen erfordert, die durch die Teilnetze auf jeweils etwa 50 reduziert werden konnten und damit auch ohne Computer noch lösbar waren. Die endgültige Netzgüte betrug ±1,3" in den Richtungen der Verbindungsketten und 1: 500.000 insgesamt, also durchschnittlich nur 2 mm pro Kilometer. Dass sie etwas unter jener der USA lag, war durch die uneinheitlichen (und teilweise ungenaueren) Triangulationsnetze in Osteuropa bedingt.

## Fachliteratur
- Karl Ledersteger: Astronomische und Physikalische Geodäsie (Erdmessung). JEK Band V, Kap.20f und 27f, J.B.Metzler-Verlag, Stuttgart 1968.
- Bernhard Heck: Rechenverfahren und Auswertemodelle der Landesvermessung. Wichmann-Verlag, Karlsruhe 1987, ISBN 3-87907-173-X
- Geodätische Grundlagennetze (Niedersachsen)